# Margareta Färnström
Margareta Färnström (gift Dalén och Uggla), född 14 oktober 1916 i Adolf Fredriks församling, Stockholm, död 26 mars 2008 på Lidingö, var en svensk friidrottare (höjdhopp) som i början av sin karriär tävlade för Lidingö Läroverks IF och från år 1933 för IFK Lidingö. 
Margareta Färnström var dotter till Emil Färnström och Gunhild Beskow samt syster till Gunnar och Karin Färnström. Hon gifte sig 1939 med direktör Gunnar Dalén (1905–1970) och 1972 med Hans Uggla (1907–1989).
Hon är begravd på Dalénska familjegraven på Lidingö kyrkogård.